# Emrah Kuş
Emrah Kuş (Çorum, 13 ottobre 1988) è un lottatore turco, specializzato nella lotta greco-romana.

## Palmarès
- Mondiali

Budapest 2013: argento negli 82 kg.
Budapest 2018: bronzo nei 74 kg.
- Europei

Bucarest 2019: bronzo negli 82 kg.
- Giochi del Mediterraneo

Mersin 2013: oro negli 74 kg.